# Łęknice
Łęknice – dzielnica Dąbrowy Górniczej.
W średniowieczu na Wzgórzu Łęknickim (288 m n.p.m.) istniało grodzisko typu bagiennego. Dziś szczyt wzgórza zajmuje wybudowany w 2003 dwuwieżowy kościół pod wezwaniem Matki Boskiej Zwycięskiej. Do dzisiaj z dawnych moczarów pozostały jedynie niewielkie, zarastające już, oczka wodne rozrzucone wśród łąk otaczających Łęknice.

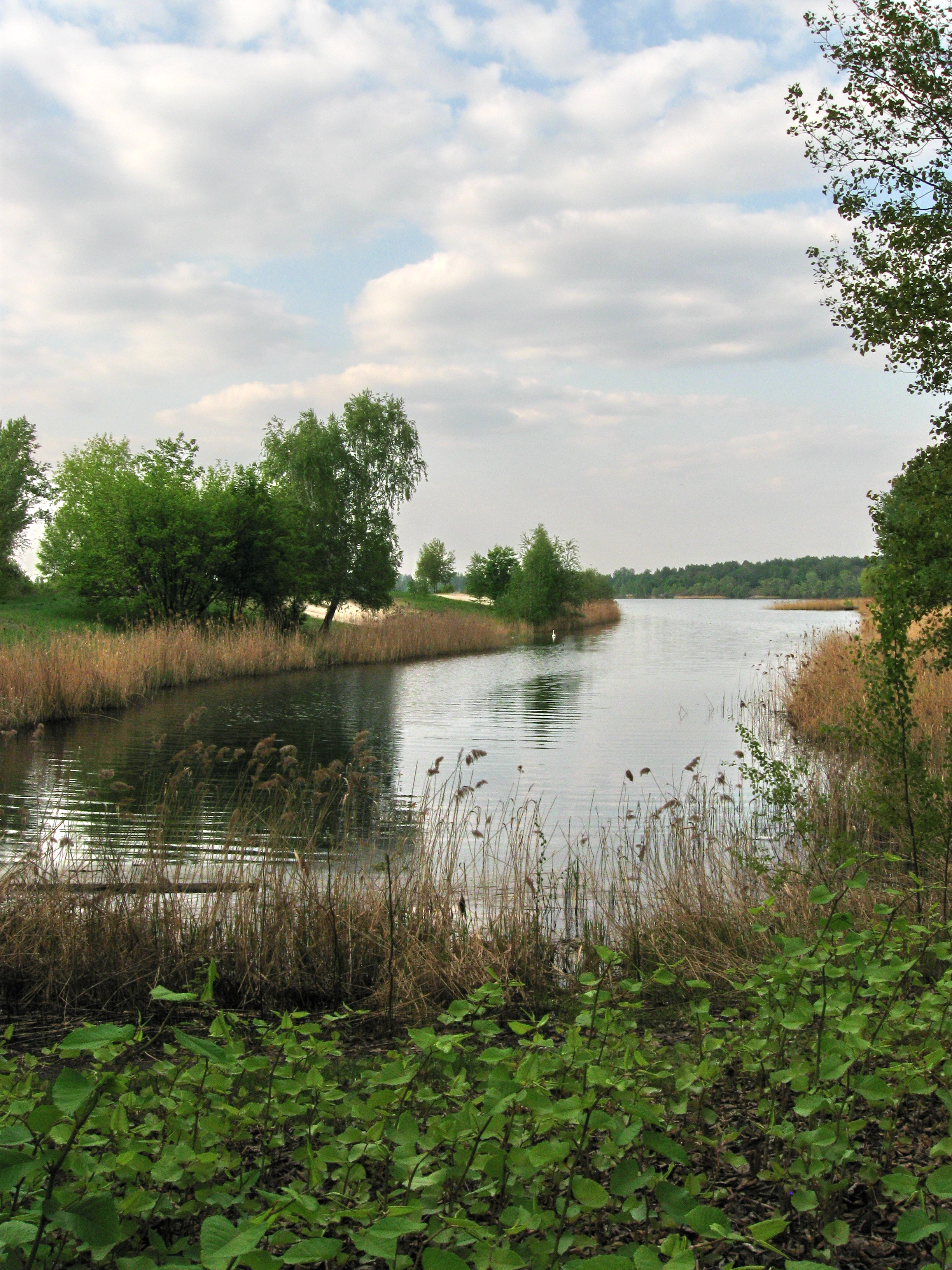
Zatoczka na Pogorii III

Na początku lat 80. powstało tu duże osiedle mieszkaniowe, składające się z bloków: dziesięciopiętrowych, ośmiopiętrowego, sześciopiętrowego, czteropiętrowych, a nawet trzy- i dwupiętrowych.
W 1992 na osiedlu wybudowano Szkołę Podstawowa nr 34 im. Królowej Jadwigi, która posiada jeden z nowocześniejszych krótkich basenów i salę sportową w mieście. Obecnie istnieje tu także Gimnazjum nr 8 i Przedszkole.
Nieopodal Łęknic znajdują się cztery zbiorniki wodne (trzy Pogorie oraz zbiornik Kuźnica Warężyńska potocznie nazywany Pogorią IV) powstałe na wyrobiskach piasku podsadzkowego. Najbliżej osiedla znajduje się Pogoria III, do czasu zalania zb. Kuźnica Warężyńska największy z ówczesnej trójki zbiorników, corocznie tłumnie odwiedzany przez spragnionych plaż i kąpieli w czystej wodzie (druga klasa czystości) mieszkańców okolicznych miast.
Osiedle posiada dobrze rozwiniętą sieć handlową.